# Стрит, Джон
Джон Стрит (англ. John Street, 3 января 1932 — 6 января 2009, Эксетер, Англия) — английский профессиональный снукерный рефери.
Стрит судил почти все матчи профессиональных турниров по снукеру в 1970-е. Также он был рефери в пяти финальных матчах чемпионатов мира (1980, 1986, 1992 и 1995). Свой последний матч Джон провёл в финале Мастерс 1997. Джон Стрит судил и матч ЧМ-1992, в котором Джимми Уайт сделал максимальный брейк.
Кроме всего прочего, Стрит написал несколько обучающих книг по снукеру.